# Bluesky
Bluesky, також відома як Bluesky Social — соціальна платформа мікроблогів і суспільно корисна корпорація, що базується в США. Генеральною директоркою компанії є Джей Грейбер, а до ради директорів входять співзасновник Twitter Джек Дорсі та творець XMPP Джеремі Міллер.
Bluesky виникла з ініціативи Twitter Inc. у 2019 році, почавшись як розробка «децентралізованого протоколу соціальної мережі», тепер відомого як AT Protocol. Це стандарт, на якому побудована платформа Bluesky. Відокремившись від Twitter Inc., компанія найняла своїх перших співробітників у 2021 році та тоді ж була зареєстрована як незалежна суспільно корисна корпорація.
До лютого 2024 року Bluesky працювала у бета-версії, а реєстрація була доступною лише для тих, хто мав запрошення. Крім сайту, сервіс доступний через додатки для iOS та Android. Сервіс орієнтований на мікроблоги, і його називають «Twitter-подібним».
З лютого 2024 року мережа стала доступною для всіх без запрошень.

## Історія розробки

Загальна кількість користувачів Bluesky зросла з приблизно 55 000 у травні 2023 до понад 1,3 мільйона у жовтні 2023.

2021 року Bluesky описували як ініціативу з розробки децентралізованого протоколу соціальної мережі, де кілька соціальних мереж, кожна зі своїми системами контролю та модерації, взаємодіють з іншими соціальними мережами через відкритий стандарт. Кожна соціальна мережа, яка використовує протокол, буде називатися «додатком» (application). Станом на 2023 рік Bluesky керує власною офіційною мережею Bluesky Social — централізованою службою, що працює на пропрієтатному програмному забезпеченні для своїх серверів і клієнтських програм, тоді як частина реалізації протоколу була випущена за ліцензією MIT. У 2022 році ані протокол, ані служба не стверджували, що використовують технологію блокчейн.
Постійні користувачі називають дописи на платформі «skeets» (комбінація «sky» та «твіти»), незважаючи на те, що гендиректор Джей Грейбер благала користувачів не називати їх так.
Експеримент із автентифікованими даними (ADX) середини 2022 року став першим раннім випуском протоколу Bluesky. Він використовував сховища особистих даних, призначених для контролю, що провадиться окремими користувачами. Соціальні мережі могли підтримувати ці сховища на вибір користувача. Заявлена мета полягала в тому, щоб дозволити користувачам публікувати повідомлення, не обов'язково впливаючи на їх видимість для інших користувачів, оскільки основне сховище даних залишатиметься в сховищі особистих даних, а мережі будуть обробляти процес розповсюдження серед інших користувачів. ATP FAQ пізніше подав цю відмінність як поділ між рівнями «мовлення» та «досяжності» (speech and reach). У жовтні 2022 року Bluesky випустила спрощену версію під назвою «AT Protocol» разом із технічною документацією до нього.
Тоді ж Bluesky запустив список очікування для служби, яка використовуватиме протокол. На момент релізу Bluesky стосувався лише сумісності та не пояснював, як протокол буде розглядати модерацію та монетизацію на платформі. У лютому 2023 року додаток Bluesky було випущено для iOS як бета-версія лише за запрошеннями, і послуга була доступна лише для користувачів, які отримали код запрошення від компанії або від існуючого користувача. Оглядаючи додаток, TechCrunch назвав його «функціональним, хоча все ще ненаповненим, Twitter-подібним досвідом». У квітні 2023 року його було випущено для Android.
Після запуску програми для Android у квітні 2023 соціальна мережа охопила близько 50 000 користувачів. Під час запуску виявили технічні проблеми, зокрема помилку, яка створювала неправильні сповіщення. У вересні 2023 Bluesky Social досяг 1 мільйона користувачів.
ПЗ Bluesky Social відкрили за ліцензією MIT у травні 2023 року.

## Історія компанії
Тодішній генеральний директор компанії Twitter Джек Дорсі вперше оголосив про ініціативу Bluesky 2019 року в соцмережі Twitter. Керівником Bluesky став головний технічний директор (а пізніше генеральний директор) Параг Агравал, який запросив перших членів робочої групи на початку 2020 року. Групу розширили представниками існуючих децентралізованих мереж Mastodon і ActivityPub. Група координувала роботу через програмне забезпечення Element chat. Twitter доручив Джеї Грейбер з децентралізованої соціальної мережі Happening скласти технічний огляд ландшафту пропонованої децентралізованої соціальної мережі. Її найняли очолити Bluesky у серпні 2021 року. Bluesky офіційно зареєстровано наприкінці 2021 року як громадську компанію, окрему від Twitter.
Керівництво Twitter схвалило масштаб і цілі ініціативи, а саме, що повинен охоплювати сам протокол, а що слід залишити додаткам (соціальним мережам, побудованим на основі стандарту). Деякі з цих цілей включають надання додаткам можливості налаштовувати свою систему модерації, покладання на додатки відповідальності за дотримання вимог і запити на видалення, а також запобігання ситуаціям, коли алгоритми вірусності посилюють суперечки та моральне збурення. У робочої групи не було спільного консенсусу щодо цих пунктів, тому Twitter вирішив представити окремі пропозиції, що варіювалися від посилення існуючих стандартів до схвалення сумісності стандартів. На початку 2021 року Bluesky перебувала на дослідницькій стадії, коли 40–50 людей зі спільноти децентралізованих технологій активно оцінювали варіанти та збирали пропозиції щодо протоколу. Перших трьох співробітників Bluesky взяли на роботу в березні 2022 року. Приблизно в той же час Дорсі визнав повільний прогрес Bluesky.
Блокчейн-підрозділ Twitter, представлений у листопаді 2021 року, планував співпрацювати з ініціативою Bluesky. Його керівник пішов у відставку під час поглинання Twitter Ілоном Маском наприкінці 2022 року. Відхід персоналу зробив незрозумілим майбутнє команди. Поглинання Маском не відразу вплинуло на діяльність Bluesky як окремої організації, але вплинуло на її довгострокове фінансування. Bluesky отримав 13 мільйонів доларів від Twitter за початковою пропозицією Маска у квітні 2022 року. Аді Робертсон (The Verge) написав, що навіть за умови незалежності Bluesky, відносини Маска з Твіттером зроблять Bluesky першим кандидатом на позбавлення фінансування, оскільки головні прихильники проєкту покинули керівництво Twitter.
5 липня 2023 Bluesky оголосила, що залучила 8 мільйонів доларів у рамках початкового раунду фінансування. Початковий раунд очолювала фірма Neo з такими партнерами, як співзасновник Code.org Алі Партові, колишній менеджер продукту Twitter Сюзан Сі, а також Джо Беда (співтворець Kubernetes), Боб Янг з Red Hat, Амджад Масад з Replit, Амір Шеват, Хізер Мікер, Джеромі Джонсон і Automattic. Bluesky планує використати кошти для розвитку своєї команди, управління операціями, оплати витрат на інфраструктуру та розробки технології AT Protocol, на якій працює система.
До початкового раунду веб-сайт Bluesky визначав компанію як Public Benefit LLC, що належить Грейбер та іншим співробітникам Bluesky. Після початкового раунду компанія називає себе суспільно корисною C Corp. Компанія не оприлюднила свій статут.

## AT Protocol
У травні 2022 року компанія Bluesky оприлюднила відкритий вихідний код для ранньої версії Authenticated Data Experiment (ADX) — свого розподіленого протоколу соціальної мережі, з тих пір перейменованого на Authenticated Transfer (AT) Protocol. Команда відкрила свій ранній код і розмістила його під ліцензією MIT, щоб процес розробки перебував у загальному доступі.

## Статті
- Conger, Kate (2 березня 2022). Twitter Wants to Reinvent Itself, by Merging the Old With the New. The New York Times (амер.). ISSN 0362-4331. Архів оригіналу за 3 травня 2023. Процитовано 2 травня 2023.
- Palmer, Annie (11 грудня 2019). Twitter CEO Jack Dorsey has an idealistic vision for the future of social media and is funding a small team to chase it. CNBC (амер.). Архів оригіналу за 29 березня 2021. Процитовано 6 вересня 2021.
- Robertson, Adi (12 грудня 2019). Twitter wants to decentralize, but decentralized social network creators don't trust it. The Verge (амер.). Архів оригіналу за 23 січня 2023. Процитовано 23 січня 2023.
- Robertson, Adi (21 січня 2021). Twitter's decentralized social network project takes a baby step forward. The Verge (амер.). Архів оригіналу за 19 серпня 2021. Процитовано 6 вересня 2021.